# Мариинское восстание (1919)
Мариинское восстание (каз. Мариинск көтерілісі; Апрель — Май 1919) — крупнейшее антиколчаковское восстание, ставшее крупным центром партизанского движения в Атбасарском уезде.

## Ход восстания

### Восстание в Мариновке
В апреле 1919 года вспыхнуло вооруженное восстание против белогвардейцев, центром которого стало село Мариинское Атбасарского уезда. В восстании участвовали русские, украинские и казахские бедняки не только Атбасарского уезда, но и многих других уездов бывшей Акмолинской области. Восстанием руководили местные большевики К. П. Горланов, А. Майкутов, беспартийные Н. М. Ирченко, А. Л. Белаш и другие советские работники, имевшие связь с подпольными большевистскими центрами в Омске и других промышленных центрах страны. Для руководства подготовкой и проведением вооруженного восстания был создан штаб. Штаб разослал по деревням и аулам предварительное воззвание, в котором говорилось, что «Все, могущие владеть оружием, вооружайтесь кто чем может и вступайте в этот отряд для борьбы против душителя Колчака».
По призыву штаба партизанского отряда сотни крестьян отправились в село Мариинское, чтобы вступить в отряд и вместе бороться с белогвардейцами. Пришли отряды и из Келлеровки, расположенной в 380 км от Мариинского, а также казахи из аулов Атбасарского и соседних уездов.
К концу апреля количество повстанцев достигло 3 тыс. человек, вооруженных винтовками, ружьями, револьверами, шашками, пиками и кинжалами.
По словам Б. Айтуарова, Алашский отряд принимал участие в подавлении антиколчаковского Мариинского восстания — «Это восстание возглавлял т. Ирченко. Тогда же в с. Мариинское из г. Омска был послан объединенный русско-казахский отряд численностью до пятисот человек. Отряд имел своей задачей подавить восстание. Русской частью отряда командовал колчаковский офицер Катанаев, а казахской — уже известный нам алашордынец Сейльбек Джанайдаров. Красные повстанцы в с. Мариинском были слабо организованы. Пользуясь этим, отряд ворвался в село, разогнал только что организованный совдеп и захватил власть в свои руки».
Белогвардейцы несколько раз атаковали село Мариинское, применяя сильный пулеметный огонь. Красные повстанцы отбили три атаки колчаковцев и перешли в контратаку, после чего белогвардейцы отступили. Целый месяц белогвардейцам не удавалось подавить Мариинское восстание, лишь после прибытия сюда дополнительных войск, в количестве пятисот человек его удалось подавить. Колчаковцы совместно с алашординцами убили около 3 тыс. человек.

### Восстание в Оксановке
Мариинское восстание также продолжилось и на территории Акмолинского уезда. Так, в селе Оксановка был сформирован повстанческий отряд численностью 2 тыс. человек. Однако белогвардейские отряды жестоко подавили восстание.